# Odontoloma relictum
Odontoloma relictum är en skalbaggsart som beskrevs av Yves Cambefort 1983. Odontoloma relictum ingår i släktet Odontoloma och familjen bladhorningar. Inga underarter finns listade i Catalogue of Life.